# Post-War
Post-War è il quinto album in studio del cantautore statunitense M. Ward, pubblicato nel 2006.

## Tracce
Tutte le tracce sono state scritte da Matt Ward, eccetto dove indicato.
1. Poison Cup – 2:40
2. To Go Home – 3:51 (Daniel Johnston)
3. Right in the Head – 4:12
4. Post-War – 4:55
5. Requiem – 2:48
6. Chinese Translation – 3:58
7. Eyes on the Prize – 2:37
8. Magic Trick – 1:43
9. Neptune's Net – 2:06
10. Rollercoaster – 2:48
11. Today's Undertaking – 2:26
12. Afterword/Rag – 3:32

## Formazione
- M. Ward – chitarra, voce, tastiera, campane tubolari (4)
- Mike Coykendall – basso, percussioni (4, 10), voce (6, 7, 10), batteria (1, 8), arpa (8)
- Jordan Hudson – batteria (2-6, 9), percussioni (7)
- Rachel Blumberg (The Decemberists) – batteria (2, 5, 6, 8, 9, 11, 12), voce (12)
- Mike Mogis – timpani (1, 11), mandolino (3), campane tubolari (9, 11), cembalo (9, 11, 12), triangolo (9), omnichord (11), chamberlin (12)
- Amanda Lawrence – violino, viola (1, 11)
- Jim James (My Morning Jacket) – voce (6, 8), chitarra (8)
- Skip Von Kuske – violoncello, basso (1)
- Neko Case – voce (2)